# Operațiunea Broken Arrow
Operațiunea Broken Arrow (în engleză Broken Arrow) este un film de acțiune american din 1996, regizat de regizorul chinez John Woo, după scenariul lui Graham Yost. Rolurile principale sunt interpretate de John Travolta și Christian Slater. Subiectul filmului este furtul a două arme nucleare americane. 

## Rezumat
Maiorul Vic "Deak" Deakins (John Travolta) și căpitanul Riley Hale (Christian Slater) sunt piloți în United States Air Force. După un meci de box între cei doi, piloților li se dă ca misiune să realizeze un exercițiu top secret pe un bombardier B-3 Stealth (o versiune avansată fictivă a actualului bombardier B-2 Spirit), cu două bombe nucleare B-83 la bord. Deakins și Hale decolează de la Whiteman Air Force Base, transportând cele două arme nucleare într-un exercițiu de seară de peste Utah.
După ce reușesc cu succes să dispară de pe ecranul radarului în timpul exercițiului, Deakins începe o conversație prietenoasă pentru a-i distrage atenția și a-l împușca pe Hale. Are loc o luptă între cei doi, care se încheie atunci când Deakins îl catapultează pe Hale. El aruncă apoi bombele din avion. Când baza aeriană recapătă controlul radar al aeronavei, Deakins raportează că "Hale s-a pierdut cu firea. Mă catapultez" și s-a catapultat afară, lăsând avionul să se ciocnească de munte peste canioanele din Utah.
O echipă a Forțelor Speciale este trimisă pentru a recupera focoasele. Ei nu găsesc focoasele prin rămășițelele avionului și raportează "Broken Arrow", o situație în care armele nucleare au dispărut. Membrii echipei localizează mai târziu focoasele într-un canion, dar sunt uciși în timp ce mercenari, printre care se află și Kelly (Howie Long) din echipa de recuperare. Deakins sosește câteva momente mai târziu și trece la următoarea mutare împreună cu Pritchett (Bob Gunton), finanțatorul operațiunii.
Între timp, Hale supraviețuiește catapultării și este găsit de către gardianul parcului național Terry Carmichael (Samantha Mathis) care, după o scurtă confruntare, este convinsă să-l ajute în urmărirea lui Deakins și zădărnicirea planului său. După recuperarea armelor dintr-un Humvee deturnat și adăpostirea într-o mină de cupru din apropiere, Hale încearcă să le dezactiveze utilizând un cod de siguranță, care le-ar face inutilizabile în mod intenționat prin introducerea codului de armare incorect. Deakins anticipase totuși acest scenariu și Hale armează din greșeală un focos.
Aflându-se în imposibilitatea de a dezarma focosul, Hale decide să introducă focosul armat și cel nearmat în adâncurile minei abandonate pentru a împiedica ca ele să fie folosite în altă parte. Deakins ajunge și recuperează focosul nearmat, lăsându-i pe Hale și Terry să moară în explozia ce urma să aibă loc. Deakins este urmărit de un elicopter cu o echipă NEST. Pritchett îl ceartă pentru că i-a permis elicopterului să-l urmărească și Deakins, sătul de plângerile lui, îl ucide pe Pritchett prin strivirea gâtului cu o lanternă. Hale și Terry scapă din mină printr-un râu subteran, chiar înainte ca bomba să explodeze. Bomba explodează și distruge ulterior echipa NEST trimisă pentru a recupera focoasele. Terry și Hale iau urma lui Deakins la o barcă cu motor care urma să fie utilizată pentru transportul focosului rămas. În timp ce încerca să fure barca, Terry este nevoită să se ascundă la bord în timp ce Deakins muta focosul. Hale este salvat de către forțele militare.
Hale deduce că Deakins intenționează să mute focosul la bordul unui tren și pornește cu un elicopter pentru a găsi trenul și să-i vâneze pe mercenarii rămași. La bordul trenului, Hale o găsește pe Terry, pe care Deakins a încercat, dar fără a reuși, să o facă să armeze bomba. Are loc un schimb de focuri în care elicopterul este distrus și cei mai mulți mercenari ai lui Deakins sunt uciși. Având elicopterul lui sabotat de Hale și planul său parțial zădărnicit, Deakins decide să detoneze bomba nucleară. Kelly, realizând că ei nu vor avea nicio șansă să scape la timp, îl amenință pe Deakins cu arma și-i cere să dezarmeze bomba. Hale sare în vagonul de marfa și-l aruncă pe Kelly din tren, atunci când trec peste un viaduct. Deakins, aflat încă în posesia unui dispozitiv care îi permitea să dezarmeze sau să detoneze instantaneu bomba, îl forțează pe Hale să arunce arma și îl provoacă la o luptă corp la coprt. Hale se folosește de viteza sa mai mare pentru a compensa puterea lui Deakins și sare din tren cu telecomanda focosului și îl dezarmează. În timp ce face aceasta, un vagon desprins lovește vagonul de marfă în spate. Ca urmare a impactului coliziunii, focosul dezarmat intră în Deakins și întregul tren deraiază într-o minge de foc, incinerându-l pe Deakins.
Hale supraviețuiește și găsește o bancnotă de 20 de dolari fluturând pe o crenguță în dărâmături; aceeași bancnotă de 20 de dolari pe care o furase mai devreme de la Deakins. El o găsește pe Terry și ei se prezintă oficial unul celuilalt în mijlocul dărâmăturilor.

## Distribuție
- John Travolta - maiorul USAF Vic "Deak" Deakins
- Christian Slater - căpitanul USAF Riley Hale
- Samantha Mathis - gardian al Parcului Național din Utah Terry Carmichael
- Delroy Lindo - colonelul USAF Max Wilkins
- Bob Gunton - Pritchett
- Frank Whaley - Giles Prentice
- Howie Long - sergentul USAF Aaron Kelly
- Vondie Curtis-Hall - sergentul USAF Sam Rhodes
- Kurtwood Smith - secretarul de stat pentru apărare Baird
- Carmen Argenziano - generalul de brigadă USAF Boone
- Daniel von Bargen - generalul USAF Creely
- Jack Thompson - Șeful Marelui Stat Major al Armatei Americane

## Muzică
Muzica originală a fost compusă de Hans Zimmer și interpretată de ghitaristul Duane Eddy. Un CD dublu a fost lansat de La-La Land Records în februarie 2011. Alte melodii sunt interpretate de Don L. Harper și Harry Gregson-Williams

## Recepție
Operațiunea Broken Arrow a fost poe primul loc la box-offeice-ul american în primul week-end, având încasări de 15,6 milioane $. El a rămas pe primul loc și în a doua săptămână și a avut încasări pe piața americană de 70.770.147 dolari și pe piața internațională de 79,5 milioane de dolari, afică încasări totale de 150.270.147 dolari.
Filmul a primit recenzii mixte din partea criticilor. Bazat pe 28 de comentarii colectate de situl Rotten Tomatoes, filmul are un rating de 57% (16 i-au dat calificativul "proaspăt" și 12 "putred"), cu o medie de 5.9/10. Situl Metacritic, care acordă un rating mediu din 100 de recenzii ale criticilor de masă, a calculat un scor mediu de 61, bazat pe 21 de comentarii.
În timpul recenziei filmului la Siskel & Ebert & the Movies, Gene Siskel și-a schimbat votul pentru prima și singura dată, acordându-i filmului un "deget mare în jos", după ce a ascultat criticile lui Ebert.